# 타일러 글래스노우
타일러 앨런 글래스노우(Tyler Allen Glasnow, 1993년 8월 23일~)는 미국의 프로 야구 투수로 메이저 리그 베이스볼(MLB)의 로스앤젤레스 다저스 소속이다. 이전에 MLB에서 피츠버그 파이리츠와 탬파베이 레이스 소속으로 뛰었다. 글래스노우는 2016년에 파이리츠에서 MLB에 데뷔했으며, 2018 시즌 중 레이스로 트레이드되었다. 레이스에서 6시즌을 보낸 글래스노우는 2023 시즌 후 다저스로 트레이드되었고 2024년 올스타로 선정되었다.

## 어린 시절
글래스노우는 1993년 8월 23일 샌타클라리타에서 태어났다. 운동선수 집안 출신이다. 그의 아버지 그레그는 수영과 수구를 했고, 어머니 도나은 은퇴한 체조 선수로 칼 스테이트 노스리지에서 코치를 지냈다. 그의 형 테드는 노터데임 파이팅 아이리시의 십종경기 선수였다. 그레그와 도나는 1979년부터 샌타클라리타 밸리에서 목재 소매업을 해왔다. 글래스노우는 샌타클라리타의 윌리엄 S. 하트 고등학교를 다녔는데, 이 학교는 다른 메이저 리그 베이스볼(MLB) 투수들인 제임스 실즈, 트레버 바우어, 마이크 몽고메리의 모교이기도 하다.

## 경력

### 초기 경력
글래스노우는 캘리포니아주 샌타클라리타의 윌리엄 S. 하트 고등학교에 다녔다. 포틀랜드 대학교에서 대학 야구를 하기로 약속했다. 피츠버그 파이리츠는 2011년 메이저 리그 베이스볼 드래프트에서 글래스노우를 5라운드에서 지명했다. 글래스노우는 60만 달러의 사이닝 보너스를 받고 파이리츠와 계약했다.
글래스노우는 2012년 루키 레벨 걸프 코스트 리그의 걸프 코스트 파이리츠에서 프로 데뷔를 하여 11경기(10선발)에서 0승 3패 2.10의 평균자책점을 기록했으며, 클래스 A 쇼트 시즌 뉴욕 펜 리그의 스테이트 칼리지 스파이크스에서도 1경기에 선발 등판했다. 2013년에는 클래스 A 사우스 애틀랜틱 리그의 웨스트 버지니아 파워에서 뛰었다. 24경기에 선발 등판하여 9승 3패, 2.18의 평균자책점, 111.1이닝 동안 164개의 삼진을 기록했다. 그의 164개의 삼진은 2006년 윌 인먼의 134개를 넘어 파워 프랜차이즈 역사상 단일 시즌 최다 기록이었다.
글래스노우는 2014년에 클래스 A 어드밴스드 플로리다 스테이트 리그의 브레이든턴 머로더스에서 뛰었다. 브레이든턴에서 23번의 선발 등판에서 12승 5패, 1.74의 평균자책점을 기록했다. 2015년 시즌을 클래스 AA 이스턴 리그의 앨투나 커브에서 시작한 후, 5월 6일에 발목을 삐었고, 6월 19일에 뉴욕 펜 리그의 웨스트 버지니아 블랙 베어스에서 복귀했다. 웨스트 버지니아에서 두 번의 선발 등판 후, 글래스노우는 앨투나로 돌아갔다. 7월 말, 파이리츠는 글래스노우를 클래스 AAA 인터내셔널 리그의 인디애나폴리스 인디언스로 승격시켰다. 파이리츠는 2015년에 글래스노우를 메이저 리그로 승격시키는 것을 고려했지만, 결국 하지 않기로 결정했다. 세 팀에서 총 22번의 선발 등판에서 글래스노우는 7승 5패, 2.39의 평균자책점, 109.1이닝 동안 136개의 삼진을 기록했다. 2015년 시즌 후, 파이리츠는 글래스노우를 40인 로스터에 추가했다. 2016년 시즌을 인디애나폴리스에서 시작하여 20번의 선발 등판에서 1.87의 평균자책점과 133개의 삼진을 1102⁄3이닝 동안 기록했다.

### 피츠버그 파이리츠 (2016년–2018년)
파이리츠는 2016년 7월 7일 글래스노우를 메이저 리그 데뷔를 위해 승격시켰다. 메이저 리그 데뷔전에서 51⁄3이닝 동안 3안타 2볼넷 4실점을 허용했다. 그의 첫 MLB 삼진은 세인트루이스 카디널스의 알레디미스 디아즈였다. 두 번째 선발 등판에서는 어깨 부상으로 3이닝 만에 교체되었다. 9월에 구원 투수로 활동 로스터에 복귀했고 9월 25일까지는 다시 선발 등판하지 않았다. 2016년 피츠버그에서 231⁄3이닝을 던진 글래스노우는 0승 2패, 4.24의 평균자책점을 기록했다.

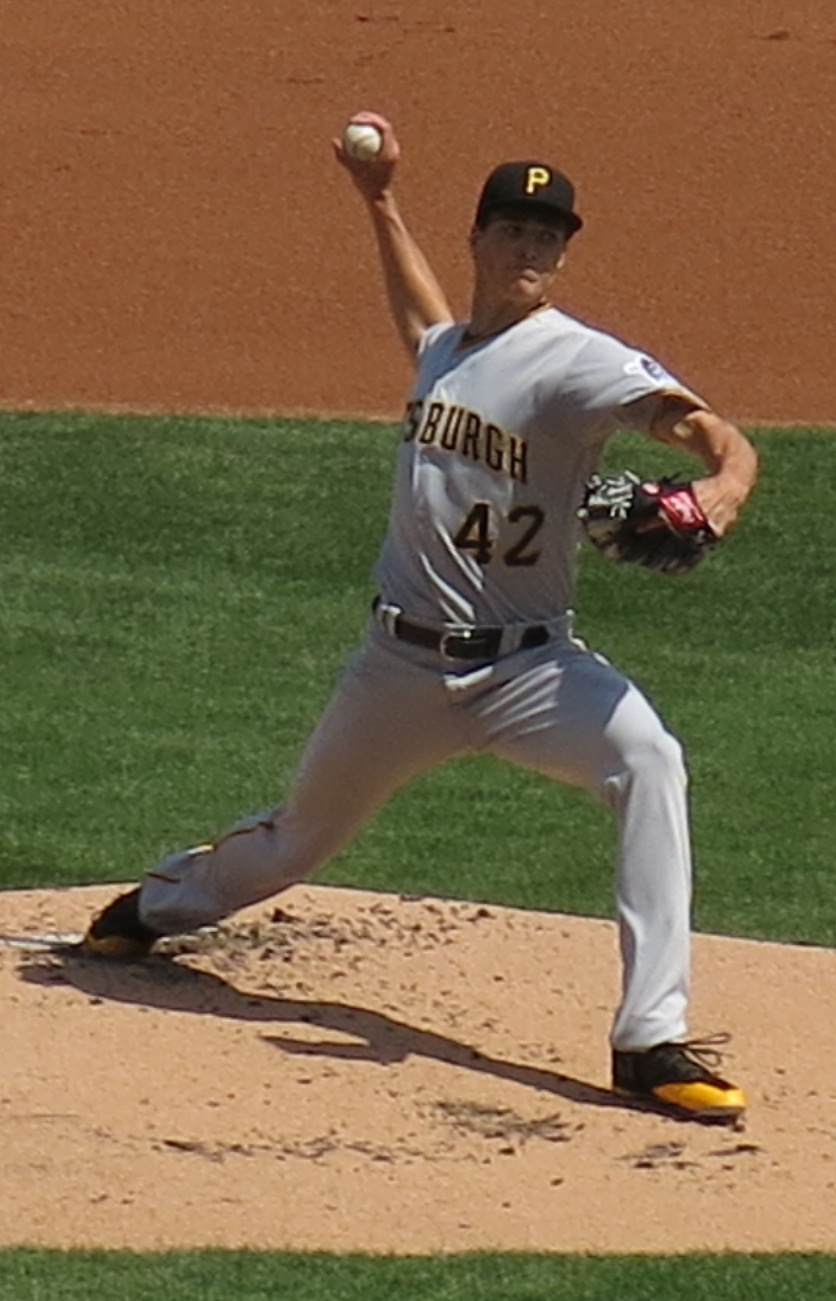
2017년 파이리츠 소속 글래스노우

글래스노우는 2017년을 피츠버그의 선발 로테이션에서 시작했다. 2017년 첫 선발 등판에서 제구에 어려움을 겪으며 12⁄3이닝 동안 4안타 5볼넷 5실점을 허용했다. 글래스노우는 12번의 선발 등판에서 7.45의 평균자책점과 1.91의 WHIP를 기록한 후 6월에 인디애나폴리스로 내려갔다. 남은 시즌을 인디애나폴리스에서 보냈으며, 15번의 선발 등판에서 9승 2패, 1.93의 평균자책점을 기록했다. 이후 9월에 메이저 리그로 복귀했다. 파이리츠에서 15경기에 출전하여 2승 7패, 7.69의 평균자책점, 2.012의 WHIP를 기록했다. 스프링 트레이닝 동안 파이리츠는 글래스노우가 2018 시즌을 구원 투수로 시작하기로 결정했고, 34경기에 출전하여 56이닝 동안 4.34의 평균자책점을 기록했다.

### 탬파베이 레이스 (2018년–2023년)
2018년 7월 31일, 글래스노우는 오스틴 메도스와 셰인 바즈와 함께 크리스 아처를 대가로 탬파베이 레이스로 트레이드되었다. 즉시 선발 로테이션에 합류했다. 탬파베이에서 11번의 선발 등판에서 글래스노우는 4.20의 평균자책점을 기록했으며, 552⁄3이닝 동안 64개의 삼진을 잡았다.
2019 시즌을 5승 0패 1.75의 평균자책점으로 시작한 글래스노우는 4월 아메리칸 리그 이달의 투수로 선정되었다. 5월 10일 양키스와의 경기에서 팔 부상을 입었고, 이로 인해 9월까지 부상자 명단에 올랐다. 복귀 후 4번의 선발 등판을 했지만, 모두 5이닝을 넘기지 못했다. 2019 시즌을 6승 1패, 1.78의 평균자책점으로 602⁄3이닝을 던지며 마쳤다. 글래스노우는 2019 아메리칸 리그 디비전 시리즈에서 휴스턴 애스트로스를 상대로 두 경기에 선발 등판하여 모두 패전 투수가 되었다.
코로나19 팬데믹으로 단축된 2020 시즌에 글래스노우는 11번의 선발 등판에서 5승 1패, 4.08의 평균자책점을 기록했다. 포스트시즌에서 글래스노우는 와일드카드 라운드(토론토 블루제이스)와 2020년 아메리칸 리그 디비전 시리즈(뉴욕 양키스) 모두에서 결정적인 경기에 선발 등판했다. ALDS 5차전에서 이틀 휴식 후 선발 등판했다. 이는 글래스노우가 2년 연속으로 레이스의 ALDS 5차전에 선발 등판한 것이며, 두 번 모두 전 팀 동료인 게릿 콜과 맞붙었다. 글래스노우는 1980년 이후 이틀 휴식 후 경기에 선발 등판한 두 번째 투수가 되었다. 2020년 월드 시리즈에서 로스앤젤레스 다저스를 상대로 두 경기에 선발 등판하여 두 경기 모두 패전 투수가 되었고, 91⁄3이닝 동안 10자책점을 허용했다.
글래스노우는 2021 시즌을 14번의 선발 등판, 5승 2패, 2.66의 평균자책점으로 시작했다. 그러나 6월 15일, 오른쪽 팔꿈치의 척측측부인대 부분 파열과 굴근 염좌 진단을 받았는데, 이는 최근 MLB 규칙 변경으로 인해 루틴을 조정한 탓이라고 주장했다. 부상 재활에 실패한 후, 토미 존 수술이 필요하다는 것이 밝혀졌다. 이로 인해 2021년 남은 시즌과 2022년 대부분을 결장하게 되었다.
2022년 8월 22일, 레이스와 글래스노우는 2024 시즌까지 계약 연장에 합의했으며, 2023년에는 535만 달러, 2024년에는 2500만 달러를 지급하기로 했다. 9월 28일, 부상자 명단에서 복귀하여 그날 밤 클리블랜드 가디언스를 상대로 2022 시즌 데뷔전을 치렀으며, 3이닝 동안 3개의 삼진을 잡고 1자책점을 허용했다. 한 번 더 정규 시즌 선발 등판 후, 글래스노우는 레이스와 가디언스 간의 AL 와일드카드 시리즈 2차전 선발 투수로 지명되었으며, 5이닝 동안 무실점으로 2안타를 허용하고 5개의 삼진을 기록했다.
2023년 2월 28일, 글래스노우는 왼쪽 복사근 2도 염좌로 2023 시즌 초반을 결장할 것이라고 발표되었다. 5월 27일에 로테이션에 복귀했으며 2023년에 21번의 선발 등판에서 10승 7패, 3.53의 평균자책점을 기록했다. 또한 와일드카드 시리즈 1차전에서 텍사스 레인저스를 상대로 선발 등판하여 5이닝 동안 3자책점을 허용하며 패전 투수가 되었다.

### 로스앤젤레스 다저스 (2024년–현재)
2023년 12월 16일, 레이스는 글래스노우와 마누엘 마고를 로스앤젤레스 다저스로 트레이드했으며, 그 대가로 라이언 페피엇과 조니 델루카를 받았다. 또한 글래스노우는 2028 시즌에 구단 및 선수 옵션이 포함된 5년 1억 3650만 달러의 계약 연장에 합의했다. 글래스노우는 대한민국에서 열리는 메이저 리그 베이스볼 서울 시리즈 개막전에서 샌디에이고 파드리스를 상대로 다저스의 선발 투수로 선정되었다. 3월 28일, 세인트루이스 카디널스를 상대로 다저스 소속으로 첫 승을 거두었다. 4월 9일, 미네소타 트윈스를 상대로 7이닝 무실점을 기록하며 개인 최고 기록인 14개의 삼진을 잡았다. 또한 1988년 투구 추적을 시작한 이래 90구 미만을 던지면서 14개 이상의 타자를 삼진 처리한 첫 투수가 되었다. 글래스노우는 2024년에 첫 올스타 게임에 선정되었다. 선발 등판 (22), 투구 이닝 (134), 삼진 (168)에서 개인 최고 기록을 세웠으며 9승 6패, 3.49 평균자책점을 기록했다. 그러나 팔꿈치 염좌로 인해 8월 11일 이후에는 투구하지 못했고 시즌이 조기에 끝났다.

## 국가대표 자격
글래스노우는 월드 베이스볼 클래식에서 미국 야구 국가대표팀으로 뛰고 싶다는 의사를 밝혔다. 이전에 2023년 월드 베이스볼 클래식에 출전하려고 했지만, 탬파베이 레이스에서 토미 존 수술을 받은 직후였기 때문에 거부당했다.

## 개인사
남부 캘리포니아 출신인 글래스노우는 어린 시절 다저스 팬으로 자랐다. 친구들과 가족과 함께 어린 시절 다저스 경기를 보러 가곤 했다. 그가 가장 좋아했던 다저스 선수들은 선발 투수 클레이턴 커쇼와 외야수 숀 그린이었다. 글래스노우는 힙합 음악 팬이며, 음악 테마의 문신 두 개를 가지고 있다. 아랫입술 안쪽에는 릴 부시의 노래 "No Juice"를 참조한 "No Juice"라는 문신이 있다. 이전에 오른발 바닥에 랩 아티스트 올 더티 바스타드의 문신을 가지고 있었지만, 이미지는 희미해졌다. 현재 메건 머피와 교제 중이며, 그녀는 2021년 탬파베이 레이스 경기에서 만났다.